# Zirl
Zirl är en köpingskommun i distriktet Innsbruck-Land i förbundslandet Tyrolen i Österrike. Kommunen har 8 324 invånare (2024). Den ligger 12 km väster om Tyrolens huvudstad Innsbruck.